# Canada aux Jeux paralympiques d'été de 1992
Le Canada a participé aux Jeux paralympiques d'été de 1992 à Barcelone. Il a été représenté par 133 athlètes.